# Niżni Apostolski Przechód
Niżni Apostolski Przechód (niem. Apostelscharte D, słow. Nižná apoštolská štrbina, węg. Alagút feletti kapu, ok. 1750 m) – przełączka w Grani Apostołów w polskich Tatrach Wysokich. Znajduje się w jej dolnej części między Apostołem II i Apostołem I.
Jest to przełączka między dolną ostrogą zachodniej grani Apostoła II i wschodnią granią Apostoła I. Na północ opada do Apostolskiej Depresji, na południe do Apostolskiego Żlebu. Z obydwu stron jest łatwo dostępna. Z przełączki tej prowadzi także najłatwiejsza droga wspinaczkowa na Apostoła I. Od Niżniego Apostolskiego Przechodu z reguły taternicy rozpoczynali przejście Apostolską Granią. Obecnie jednak Grań Apostołów znajduje się w zamkniętym dla turystów i taterników obszarze ochrony ścisłej Tatrzańskiego Parku Narodowego i TANAP-u. Na zachodnich (polskich) zboczach Żabiej Grani taternictwo można uprawiać na południe od Białczańskiej Przełęczy.
Autorem nazwy przełęczy jest Władysław Cywiński.